# 63e corps d'armée (Allemagne)
Le 63e corps d'armée (en allemand : LXIII. Armeekorps) était un corps d'armée de l'armée de terre allemande : la Heer au sein de la Wehrmacht pendant la Seconde Guerre mondiale.

## Hiérarchie des unités
| Nom          | Nbre d'hommes       | Unités subalternes                | Grade de commandement                 |
| ------------ | ------------------- | --------------------------------- | ------------------------------------- |
| Heeresgruppe | + 300 000           | 2 à + Armeen (Armées)             | Generaloberst ou Generalfeldmarschall |
| Armee        | + 100 000 - 300 000 | 2 à + Armeekorps (Corps d'armées) | General ou Generaloberst              |
| Armeekorps   | + 30 000 - 80 000   | 2 à + Divisionen (Division)       | Generalleutnant ou General            |
| Division     | + 10 000 – 20 000   | 2 à 6 Brigaden (Brigade)          | Generalmajor ou Generalleutnant       |
| Brigade      | + 3 000 – 5 000     | jusqu'à 3 Regimentern (Régiment)  | Oberst ou Generalmajor                |

## Historique
Le 63e corps d'armée allemand est formé le 14 novembre 1944 sur le front de l'Ouest.

Il capitule face aux alliés dans la poche de la Ruhr en avril 1945.

## Organisations

### Commandants successifs
| Date                                | Grade                  | Commandant              |
| ----------------------------------- | ---------------------- | ----------------------- |
| 14 novembre 1944 - 17 novembre 1944 | Generalleutnant        | Ernst Dehner            |
| 18 novembre 1944 - 24 novembre 1944 | General der Infanterie | Gustav Höhne            |
| 24 novembre 1944 - 13 décembre 1944 | General der Infanterie | Friedrich-August Schack |
| 13 décembre 1944 - 8 mai 1945       | Generalleutnant        | Erich Abraham           |

### Chef des Generalstabes
| Date                          | Grade       | Commandant |
| ----------------------------- | ----------- | ---------- |
| 15 novembre 1944 - 8 mai 1945 | Oberst i.G. | Hans Behle |

### 1. Generalstabsoffizier (Ia)
| Date                      | Grade      | Commandant                              |
| ------------------------- | ---------- | --------------------------------------- |
| 5 janvier 1945            | Major i.G. | Leo Volkhardt Freiherr von Wittgenstein |
| 1. März 1945 - 8 mai 1945 | Major i.G. | Meinoff Becker                          |

## Théâtres d'opérations
- France et poche de la Ruhr : Novembre 1944 - Avril 1945

### Rattachement d'Armées
| Date     | Armée                        | Groupe d'Armées |
| -------- | ---------------------------- | --------------- |
| 1944     |                              |                 |
| Décembre | 19. Armee                    | Heeresgruppe G  |
| 1945     |                              |                 |
| Janvier  | 19. Armee                    | OB Oberrhein    |
| Février  | 1. Fallschirm-Armee          | Heeresgruppe H  |
| Avril    | Armee-Abteilung von Lüttwitz | Heeresgruppe B  |

### Unités subordonnées

#### Unités organiques
- Arko 463
- Korps-Nachrichten-Abteilung LXIII. AK
- Festungs-Stamm-Abteilung LXIII. AK

#### Unités rattachées
15 novembre 1944
- 159. Infanterie-Division
- 189. Infanterie-Division
- 338. Infanterie-Division

26 novembre 1944
- 159. Infanterie-Division
- 189. Infanterie-Division
- 338. Infanterie-Division
- 198. Infanterie-Division
- 30. Waffen-Grenadier-Division der SS (russische Nr. 2)
- Panzer-Brigade 106 “Feldherrnhalle”

31 décembre 1944
- 269. Infanterie-Division
- 159. Infanterie-Division
- 338. Infanterie-Division

8 janvier 1945
- 716. Infanterie-Division
- 159. Infanterie-Division
- 338. Infanterie-Division

29 janvier 1945
- 338. Infanterie-Division
- 159. Infanterie-Division
- 716. Infanterie-Division
- Panzer-Brigade 106 “Feldherrnhalle”

1er février 1945
- 338. Infanterie-Division
- 159. Infanterie-Division
- Kampfgruppe 716. Infanterie-Division
- Panzer-Brigade 106 “Feldherrnhalle”

1er mars 1945
- Division z.b.V. 406
- 176e division d'infanterie

## Sources
- (de) LXIIIe Armeekorps sur lexikon-der-wehrmacht.de